# Mosh (fotomodell)
Mosh, född 21 augusti 1989 i Moskva, är en rysk-amerikansk fotomodell, fetischmodell och burleskdansare.
Mosh föddes i Moskva, men hon flyttade med sin familj till USA, när hon var tre år gammal. Hon inledde sin karriär som modell på webbplatsen Model Mayhem när hon var 17 år gammal. Först fokuserade hon på pinupbilder iförd bland annat nylonstrumpor, korsetter, nattlinnen och underklänningar, men senare övergick hon till fetisch- och burleskmodellerande, ofta iförd latexkläder.
Hon har förekommit på omslaget på tidskriften Bizarre sju gånger samt på LA Weekly, OC Weekly, Girls and Corpses och DDI Mag. Mosh har blivit fotograferad för Playboy och Maxim. Därtill skymtar hon förbi i The Smashing Pumpkins video till låten "Silvery Sometimes (Ghosts)" från 2018.

## Bilder

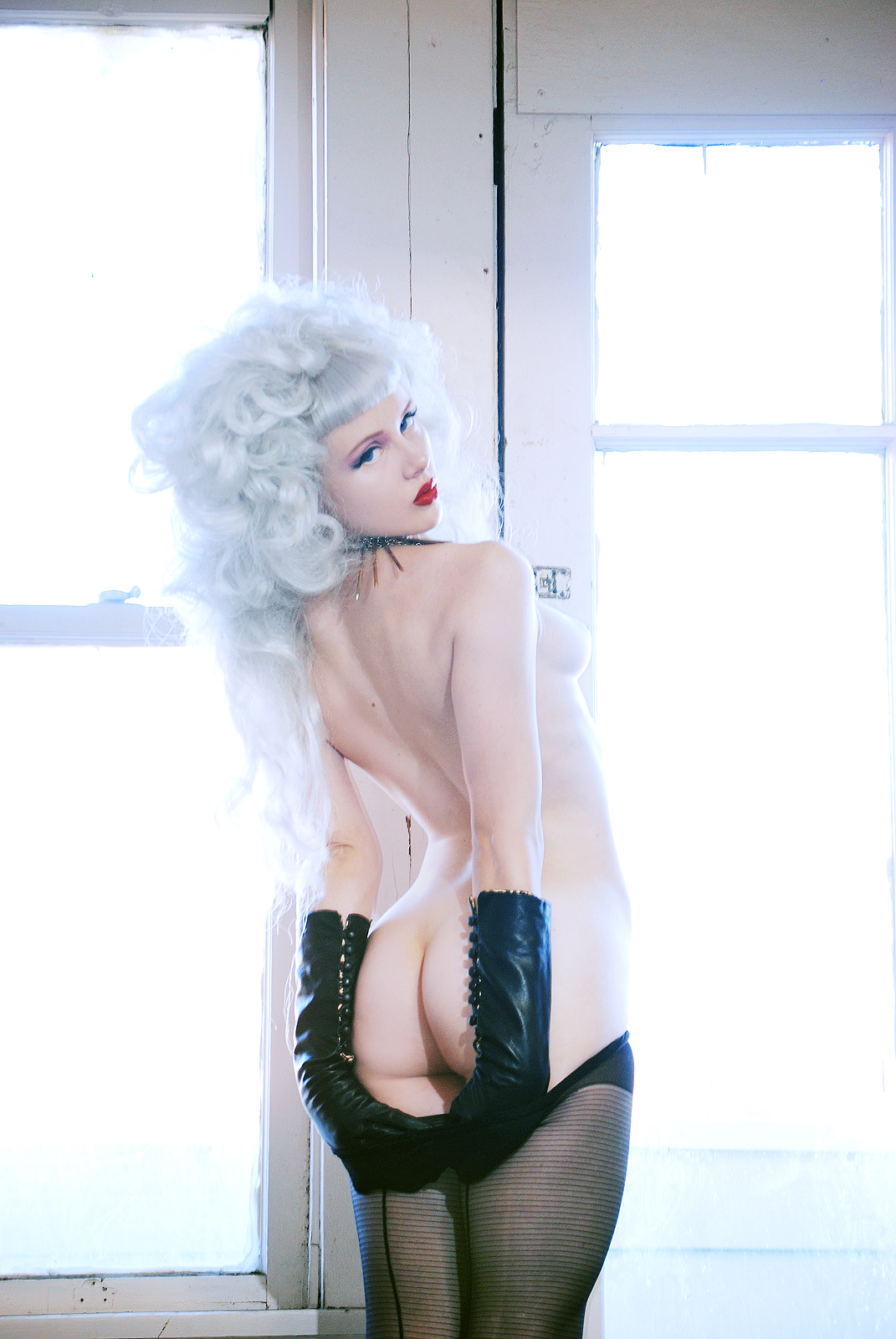
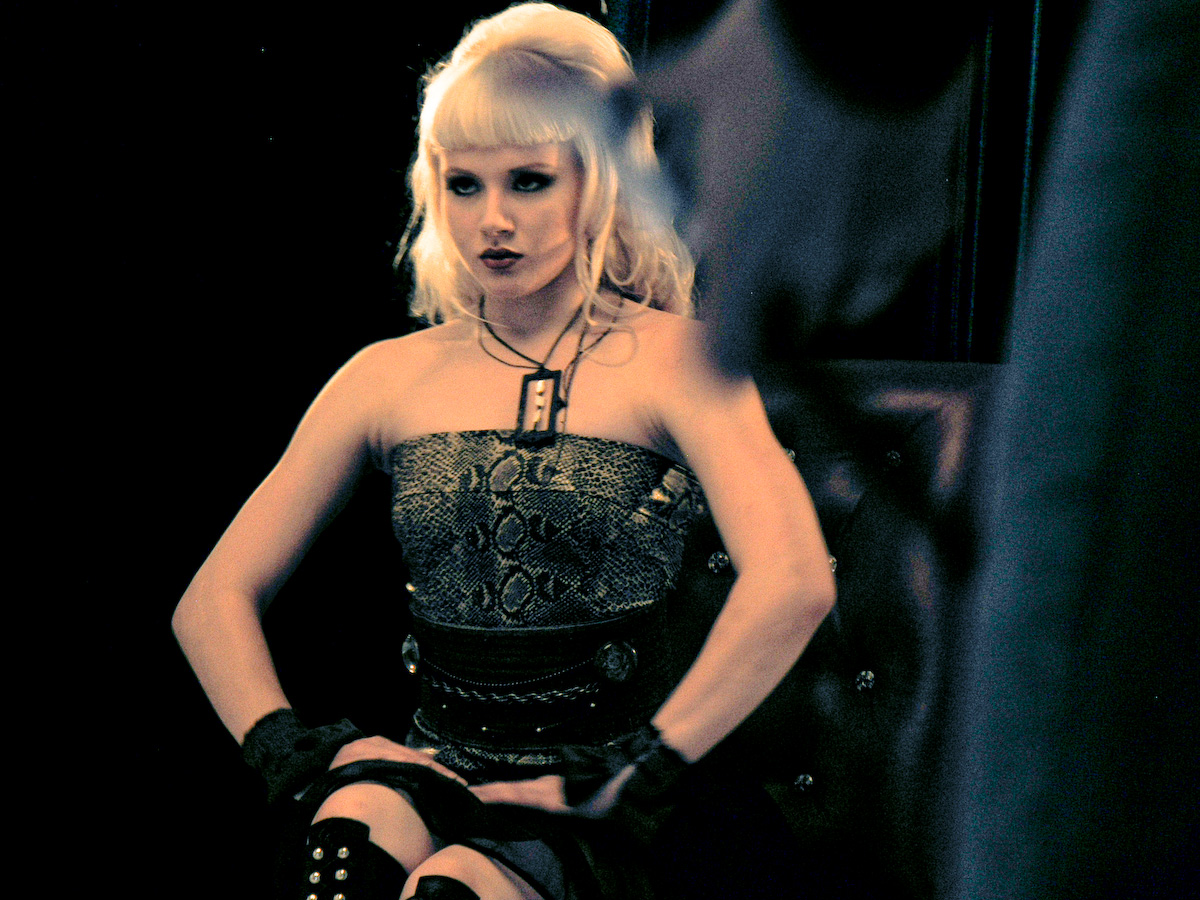
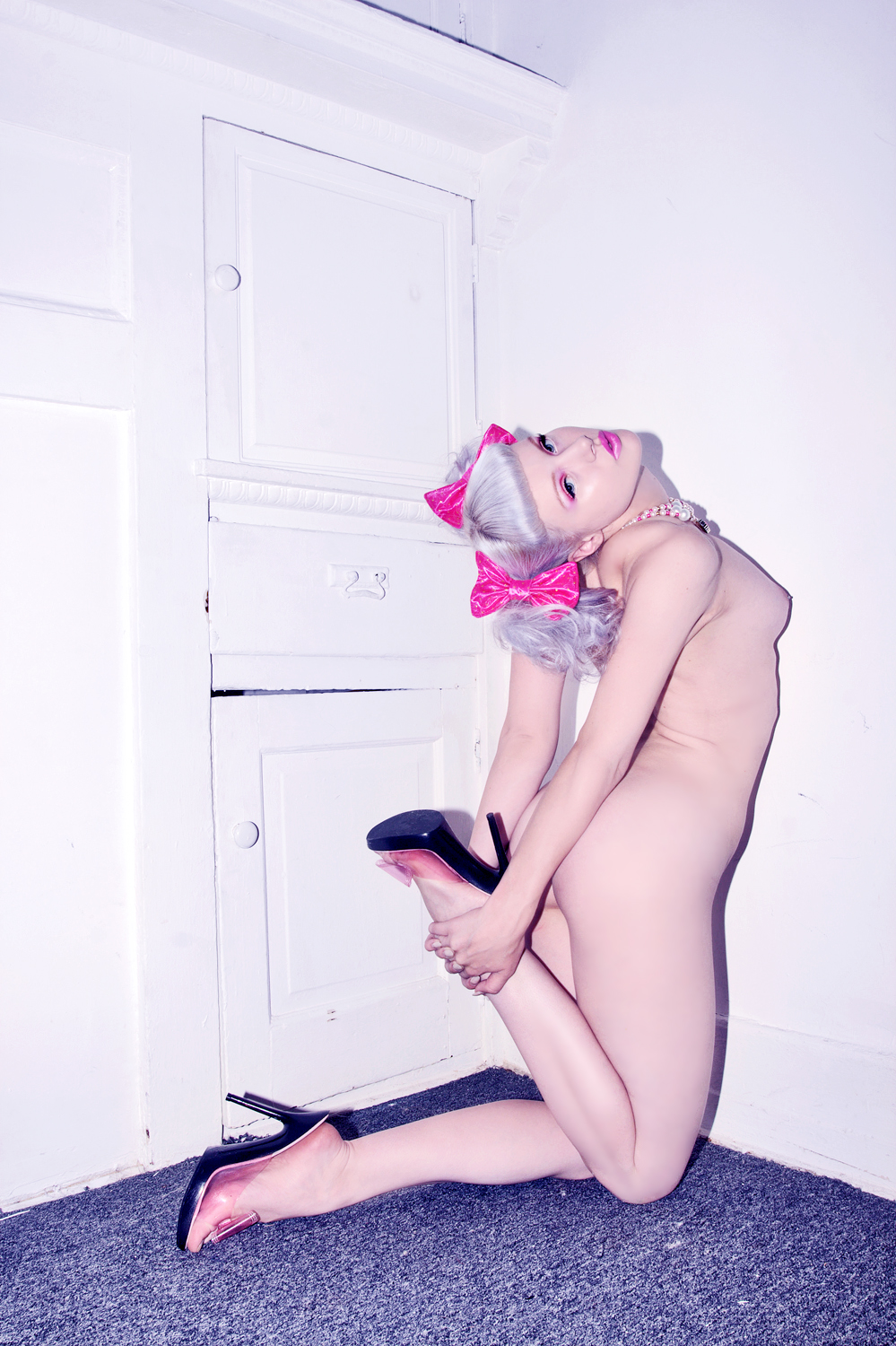
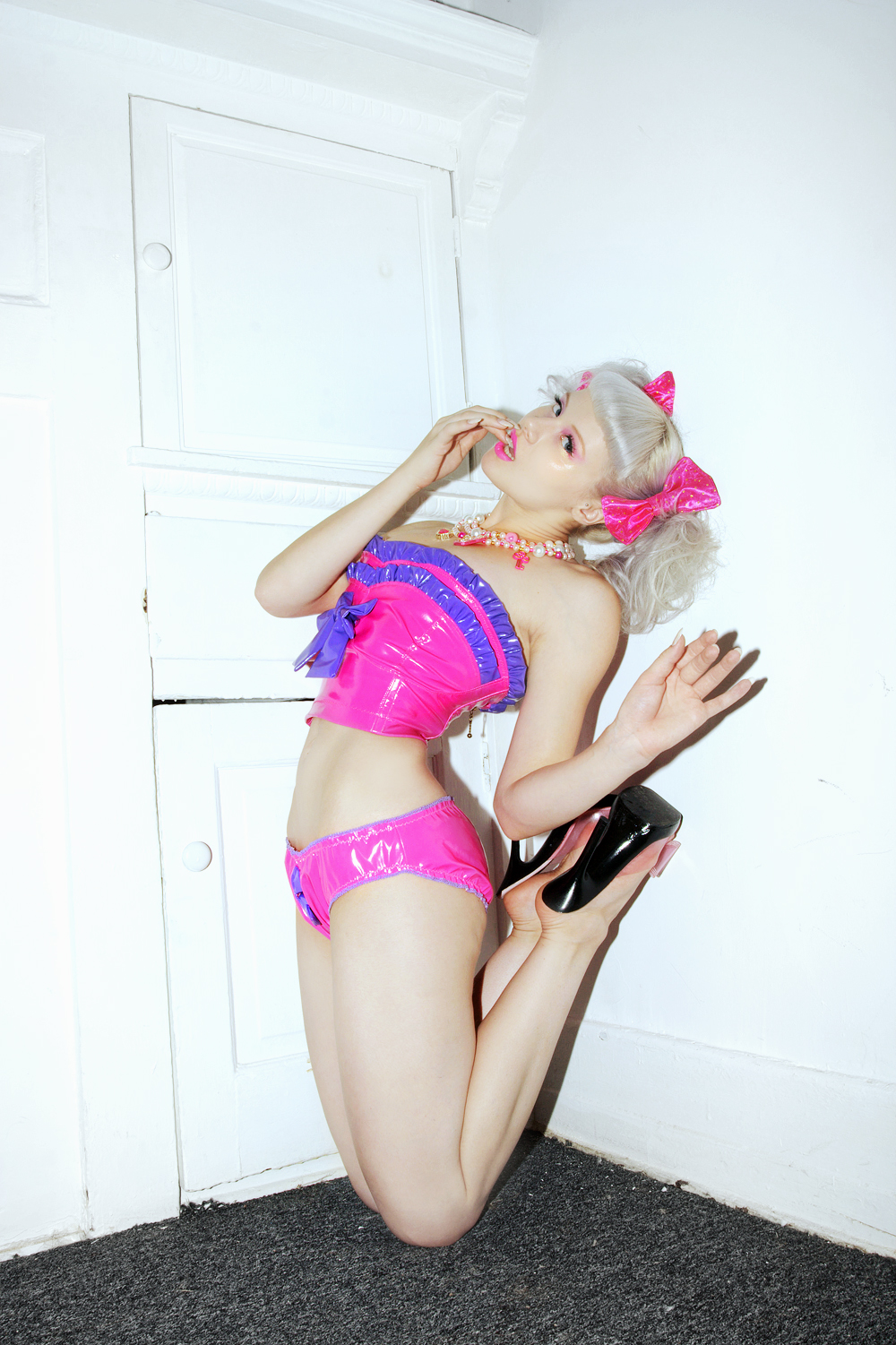